# Hypsodontus
Hypsodontus és un gènere extint de mamífers artiodàctils de la família dels bòvids que visqueren al Vell Món durant el Miocè mitjà, fa entre 12,8 i 13,7 milions d'anys. Se n'han trobat restes fòssils a Geòrgia, Grècia, l'Índia, Kenya, Líbia, Rússia, Sèrbia i la Xina. Eren uns dels molt pocs bòvids que tenien els occipitals amb forma de ve baixa a l'inrevés. Pesaven aproximadament 110 kg. L'altíssim grau d'hipsodòncia de les seves dents postcanines fa pensar que l'herba i altres plantes bastes constituïen la major part de la seva dieta.